# Castelo de Bouchout

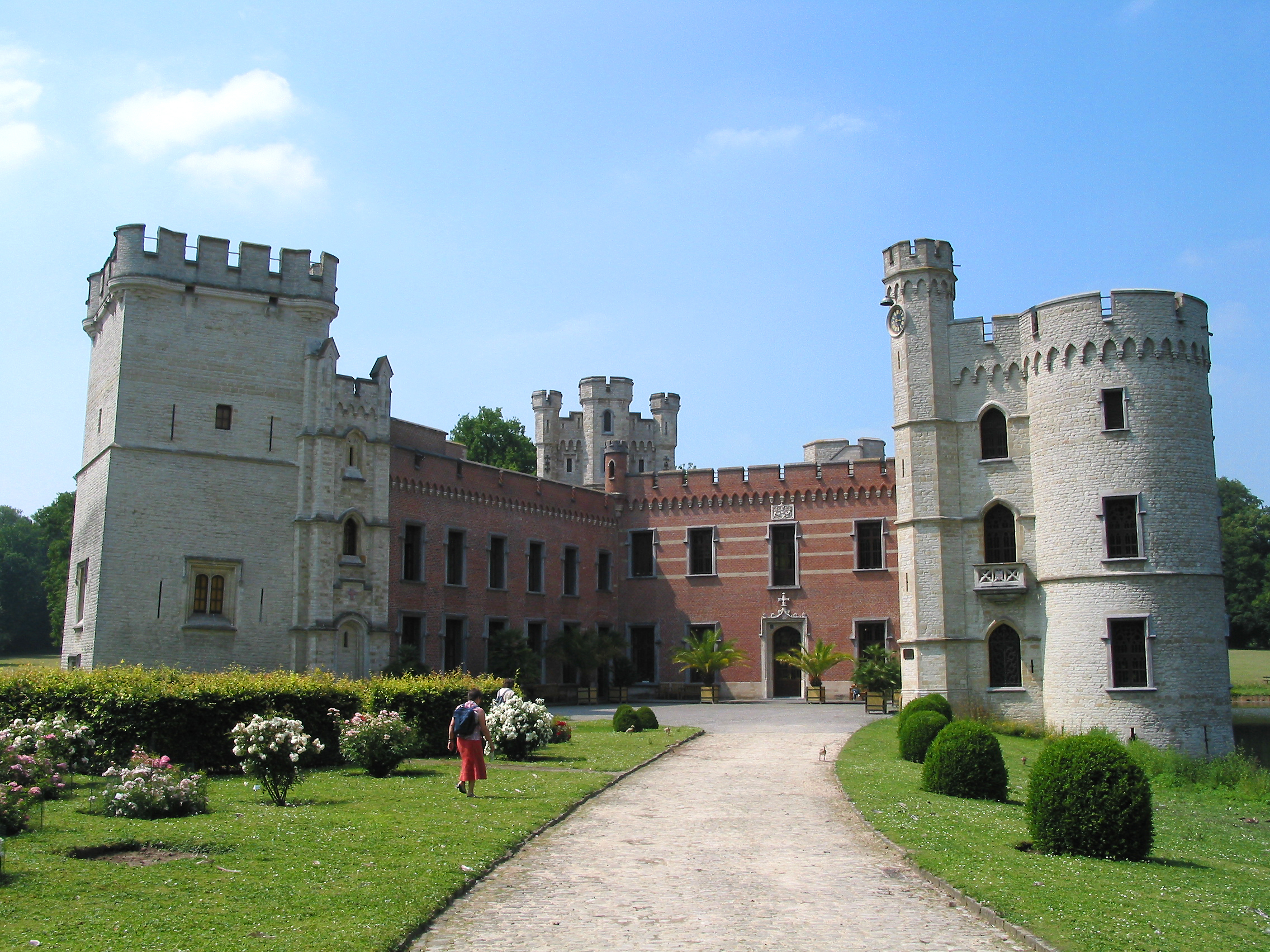
O Castelo de Bouchout

O Castelo de Bouchout (Kasteel van Bouchout, em holandês) está localizado na cidade flamenga de Meise, na Bélgica. Tem suas origens no século XII. A propriedade em volta do castelo é a atual locação do Jardim Botânico Nacional da Bélgica.
O habitante mais conhecido que viveu no castelo foi a imperatriz Carlota do México, a única filha do rei Leopoldo I e viúva do imperador Maximiliano do México, que foi executado em 1867. Carlota viveu a maior parte de sua vida em Bouchout.
Com a exceção da torre quadrada, a presente arquitetura data de 1830. Os interiores foram radicalmente renovados em 1980, mas muitas peças originais (tetos decorativos, portas, assoalhos, etc) foram preservados. O Castelo de Bouchout é usado, nos dias de hoje, para reuniões, palestras e exibições.

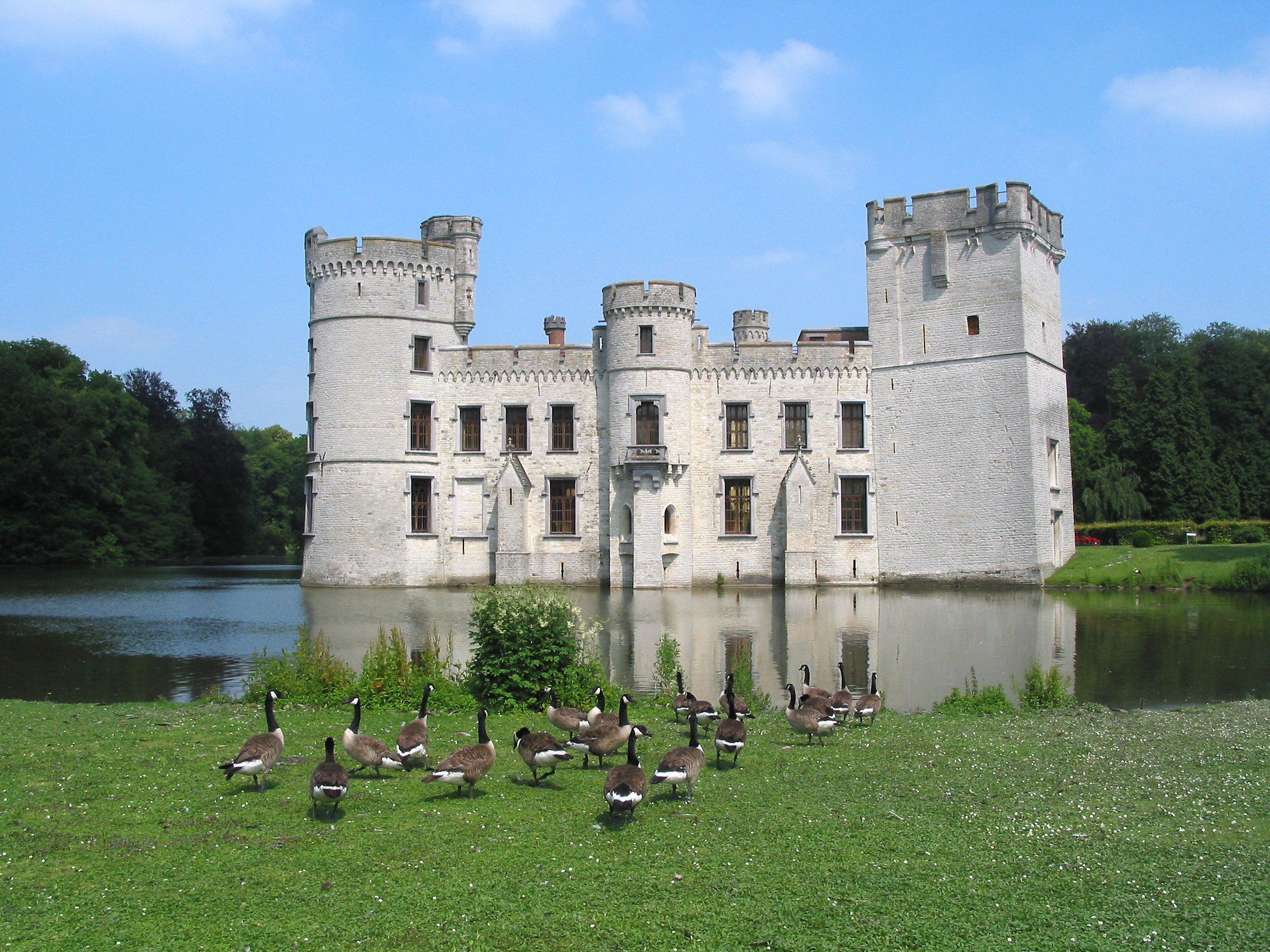
Vista do lago do castelo.